# Goldbachia
Goldbachia es un género de fanerógamas perteneciente a la familia Brassicaceae. Comprende 13 especies descritas y de estas, solo 7 aceptadas.

## Descripción
Son hierbas anuales o bienales, ramificadas, generalmente glabras. Hojas oblanceoladas u oblongo-elípticas, sinuoso-dentadas a subenteras; las superiores generalmente sésiles, cuneadas a auriculada (amplexicaule) en la base. Racimos con pocas a muchas flores, laxas en la fruta. Flores pequeñas, de color blanco o rosa pálido; con pedúnculos filiformes. Frutas cuadrangular-elipsoide u oblongo-elipsoide, a menudo constreñidas en el medio y ligeramente curvada, indehiscente, pero a menudo se rompen transversalmente en dos mitades o entre las semillas; valva gruesa, coriácea; semillas (de 1) sólo 2-3, por lo general una madura en cada célula superpuesta.

## Taxonomía
El género fue descrito por Augustin Pyrame de Candolle y publicado en Mémoires du Muséum d'Histoire Naturelle 7: 242. 1821 La especie tipo es: Goldbachia laevigata DC.   
Etimología
Goldbachia: nombre genérico que fue otorgado en honor de Karl Ludwig Goldbach (1793-1824).

## Especies aceptadas
A continuación se brinda un listado de las especies del género Goldbachia aceptadas hasta octubre de 2014, ordenadas alfabéticamente. Para cada una se indica el nombre binomial seguido del autor, abreviado según las convenciones y usos. 
- Goldbachia ikonnikovii Vassilcz.
- Goldbachia laevigata DC.
- Goldbachia pendula Botsch.
- Goldbachia sabulosa (Kar. & Kir.) D.A. German & Al-Shehbaz
- Goldbachia tetragona Ledeb.
- Goldbachia torulosa DC.
- Goldbachia verrucosa Kom.